# Lenny Henry
Pour les articles homonymes, voir Henry.
Lenworth Henry, dit Lenny Henry, est un acteur, scénariste et producteur britannique né le 29 août 1958 à Dudley (Royaume-Uni).

## Biographie
Lenny Henry est né le 29 août 1958 à Dudley (Royaume-Uni). Ses parents, Winston Jervis Henry (1910 - 1978) and Winifred Louise Henry (1922 - 1998) ont immigrés de Jamaïque vers l'Angleterre.
Il a 3 sœurs, Bev, Sharon et Kay Henry et 3 frères Paul, Seymour et Hilton Henry.

### Vie privée
Il a été marié à Dawn French de 1984 à 2010. Ils ont une fille, Billie Henry, née en 1991.
Depuis 2012, il est en couple avec Lisa Makin.

## Filmographie

### Cinéma
- 1988 : The Suicide Club : Cam
- 1991 : Double Identité (True Identity) de Charles Lane : Miles Pope
- 2004 : Harry Potter et le Prisonnier d'Azkaban (Harry Potter and the Prisoner of Azkaban) d'Alfonso Cuarón : Dr Head
- 2005 : Mirrormask de Dave McKean : Le policier
- 2006 : Pénélope (Penelope) de Mark Palansky : Krull
- 2012 : Les Pirates ! Bons à rien, mauvais en tout (The Pirates! Band of Misfits) de Peter Lord et Jeff Newitt : Hasting Jambe-de-Bois

#### Courts métrages
- 1989 : Work Experience de James Hendrie : Terence Welles
- 1996 : Famous Fred de Joanna Quinn : Fred (voix)
- 2018 : Some Sweet Oblivious Antidote de Christiana Ebohon-Green : Le psy
- 2020 : Porcelain de Tim Wildgoose : L'oncle

### Télévision

#### Séries télévisées
- 1976 - 1977 : The Fosters : Sonny Foster
- 1984 : The Young Ones : Le postier
- 1985 : Happy Families : Un homme
- 1987 : Screen Two : Ritchie Lee
- 1988 / 1996 : French and Saunders : Richard
- 1991: Screen One : Stevie "Smudger" Smith
- 1993 - 1996 : Chef ! : Gareth
- 1999 - 2000 : Hope & Glory : Ian George
- 2003 : Little Robots : Sporty (voix)
- 2008 - 2011 : Big and Small : Big / Small (voix)
- 2011 - 2012 : Tinga Tinga Tales : L'éléphant (voix)
- 2017 : Broadchurch : Ed Burnett
- 2017 : W1A : Lui-même
- 2018 : The Long Song : Godfrey
- 2019 : Soon Gone : A Windrush Chronicle : Cyrus
- 2020 : Doctor Who : Daniel Barton
- 2022 : The Witcher : Blood Origin : Balor
- 2022 : Le seigneur des anneaux : Les anneaux de pouvoir (The Lord of the Rings : The Rings of Power)
- 2022 : Sandman : Martin Tenbones (voix)
- 2023 : Doctor Who : Lenny Henry Regenerates into David Tennant : Lenny Henry/9.5th Doctor (mini-épisode)

#### Téléfilms
- 1991 : Bernard and the Genie de Paul Weiland : Josephus le génie
- 1994 : White Goods d'Al Ashton et Robert Young : Charlie Collins
- 1999 : The Man de Betsan Morris Evans : Dennis Jackson
- 2001 : Goodbye, Mr Steadman de Sandy Johnson : Roy Buchanan
- 2015 : Danny and the Human Zoo de Destiny Ekaragha : Samson
- 2018 : Zébulon le Dragon (Zog) de Max Lang et Daniel Snaddon : Le narrateur (voix)
- 2020 : Zébulon le dragon et les médecins volants (Zog and the Flying Doctors) de Sean Mullen : Le narrateur (voix)